# جو سام روبنسون
جو سام روبنسون (بالإنجليزية: Joe Sam Robinson) من مواليد 1945 وهو طبيب أعصاب أمريكي. وأستاذ ورئيس جراحة المخ والأعصاب في جامعة ميرسر وجامعة جورجيا ريجنتس.
ابن جو سام روبنسون و نيل ميكسون روبنسون، ولد في 21 يوليو 1945 في أتلانتا (جورجيا). نشأ روبنسون في ماكون (جورجيا) وحضر جامعة هارفارد، وتخرج في عام 1967. كان يمارس رياضة كرة القدم والإسكواش بينما كان في جامعة هارفارد. حضر روبنسون بجامعة فيرجينيا في كلية الطب وتخرج كعضو في جمعية الشرف الطبي. ثم قضى سنتين في برنامج الجراحة العامة لجامعة إيموري. ثم سافر روبنسون إلى جامعة نورث وسترن (إلينوي) حيث أنهى الإقامة في الجراحة العصبية بالتناوب في مركز ميموريال سلون كيترينج للسرطان في مدينة نيويورك ومعاهد الصحة الوطنية الأمريكية. كما حصل على درجة الماجستير في العلوم من جامعة نورث وسترن. ثم قضى سنة كطبيب للجراحة العصبية في مستشفى مقاطعة كوك. ثم قضى سنتين في جامعة ييل كباحث طبي روبرت وود جونسون. في عام 1981 عاد إلى مسقط رأسه حيثث أسس معهد جورجيا لأمراض الأعصاب.
وهو حاليا أستاذ ورئيس جراحة المخ والأعصاب في جامعة ميرسر وجامعة جورجيا ريجنتس.لعب الدكتور جو سام دورا هاما في إنشاء لجنة جورجيا للصدمات وهو عضو مجلس إدارة في تلك اللجنة. كما شغل منصب رئيس مجلس إدارة القوى العاملة في جورجيا.
علاوة على ذلك، فقد نشر العديد من المقالات في مجلة جراحة المخ وعلم الأعصاب. كما قام بتأليف كتاب بعنوان «رعاية الموارد الصحية». ويعمل حاليا على كتاب ثان عن الصدمات النفسية. لدى الدكتور جو سام العديد من براءات الاختراع. لديه برنامج تلفزيوني أسبوعي على قناة ورور الذي يعبر فيه عن القضايا ذات الأهمية الطبية والعلمانية. وهو متزوج من اليزابيث مويت روبنسون ولديه ابنان جو سام الثالث م.د.إدوارد ريتشارد ميكسون وهو طالب في كلية الطب في جامعة ميرسر.